# Randolph Rogers

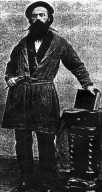
Randolph Rogers 1861.

Randolph John Rogers, född 6 juli 1825, död 15 januari 1892, var en amerikansk skulptör

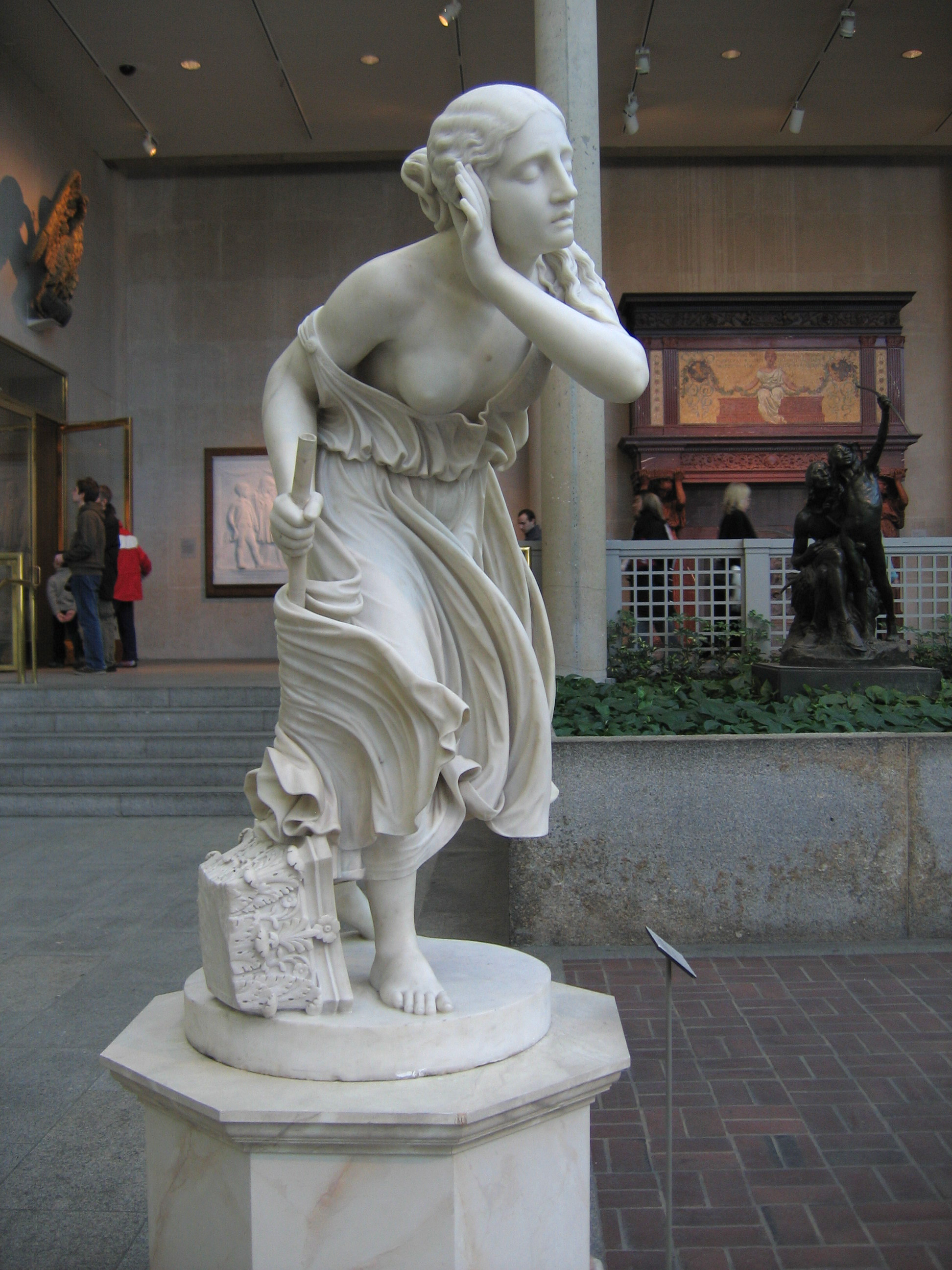
Den blinda Nydia.

Randolph Rogers fick sin utbildning i Rom och bosatte sig sedan i New York. Han väckte uppseende genom Den blinda Nydia (efter en figur i Pompejis sista dagar), president John Adams staty på Mount Auburnkyrkogården (Boston, Massachusetts) med flera. År 1858 följde hans främsta verk, bronsportarna till Kapitolium i Washington, D.C. (8 figurrika scener ur Columbus liv). Vidare fullbordade han Crawfords Washingtonmonument i Richmond, för vilket han utförde statyer av Lewis och Nelson, samt utförde stoder av Lincoln (i Philadelphia, 1871) och av Seward (i New York, 1876), Uppståndelsens ängel, på överste Colts grav i Hartford, och Connecticuts genius, på Kapitolium i Hartford (1877).